# Németh Andor (gazdálkodó)
Németh Andor (Győr, 1904. január 11. – 1983) magyar földbirtokos, közgazdász, újságíró, lapszerkesztő, országgyűlési képviselő.

## Élete
Római katolikus vallásban született; szülei Németh Károly főispán, több cikluson át országgyűlési képviselő, majd felsőházi tag és Rauch Bella voltak. Középiskolai tanulmányait szülővárosa bencés főgimnáziumában végezte, majd 1922-ben a bécsi Hochschule für Bodenkultur hallgatója lett; utóbbi négy évfolyamának elvégzése után, a 72 fős évfolyamából egyedüliként tette le kitüntetéssel a záró szakvizsgáját, ami a mérnöki cím viselésére jogosító diplomával járt.
Tanulmányait ezután sem fejezte be: a budapesti közgazdasági egyetemen megszerezte az okleveles mezőgazda cím használatára jogosító oklevelet, 1928 és 1932 között pedig – mialatt az előbbi egyetemnek már kinevezett gyakornoka volt – nyolc félévet hallgatott a tudományegyetem jogi karán, ahol az abszolutóriumot is megszerezte. Végül a József Műegyetem közgazdasági karának közigazgatási szakán szerzett doktori oklevelet, summa cum laude minősítéssel.
Úgy diákévei alatt, mint később is, több hosszabb tanulmányutat tett külföldi országokban. 1931-ben négy hónapot töltött Angliában, 1933-ban fél évet töltött Afrika több keleti és déli államában, 1935-ben pedig ismét négy hónapot az Amerikai Egyesült Államokban.
Tanulmányainak befejezése után 680 katasztrális hold birtokán kezdett gazdálkodni, illetve a Győrhöz közeli Töltéstava lakosai községi bírójuknak választották meg. Tagja lett Győr-Moson-Pozsony vármegye és Győr város törvényhatósági bizottságának és kisgyűlésének, elnöke a Hangya Szövetkezet felsődunántúli szervezetének, igazgatósági tagja a felsődunántúli körzeti hitelszövetkezetnek, és egy sor más társadalmi szervezetben is vállalt funkciót.
Jelentős volt a szakirodalmi és publicisztikai tevékenysége is. 1938 januárjában az Egyetemi Nyomda kiadásában jelent meg Naposabb oldalon című könyve, mely a Győr környéki mezőgazdasági munkásság életviszonyairól szól. Több előadást tartott a külföldi tanulmányútjain szerzett tapasztalatairól, illetve a mezőgazdasági szociálpolitikáról. A Győri Nemzeti Hírlapnak az alakulásától, 1936-tól egy éven át főszerkesztője volt, de más lapokban is sok cikke jelent meg.
1938 októberében szociális tanácsadónak nevezték ki az egyesített vármegye területére, 1939 tavaszán pedig az országos közéletbe is bekapcsolódott, amikor az az évi általános országgyűlési választáson a pannonhalmi választókerületben parlamenti képviselővé választották, a Magyar Élet Pártja programjával.